# Equació funcional
En matemàtiques i en les seves aplicacions, una equació funcional és qualsevol equació que especifica una funció de  forma implícita.
Sovint, l'equació relaciona el valor d'una funció (o funcions) en algun punt amb els seus valors en altres punts. Per exemple, les propietats de les funcions es poden determinar considerant els tipus d'equacions funcionals que satisfan. El terme equació funcional normalment fa referència a equacions que no es poden reduir a equacions algebraiques.

## Exemples
- L'equació funcional

{\displaystyle f(s)=2^{s}\pi ^{s-1}\sin \left({\frac {\pi s}{2}}\right)\Gamma (1-s)f(1-s)}
se satisfà per la funció zeta de Riemann ζ. La Γ majúscula denota la funció gamma.
- Aquestes equacions funcionals les satisfà la funció de gamma. La funció de gamma és la solució única del sistema de tres equacions:

{\displaystyle f(x)={f(x+1) \over x}\,\!}
{\displaystyle f(y)f\left(y+{\frac {1}{2}}\right)={\frac {\sqrt {\pi }}{2^{2y-1}}}f(2y)}
{\displaystyle f(z)f(1-z)={\pi  \over \sin(\pi z)}\,\!\,\,\,}       (fórmula de reflexió d'Euler)
- L'equació funcional

{\displaystyle f\left({az+b \over cz+d}\right)=(cz+d)^{k}f(z)\,\!}
on a, b, c, d són enters que satisfan ad − bc = 1, és a dir {\displaystyle {\begin{vmatrix}a&b\\c&d\end{vmatrix}}\,=1}, el que significa que{\displaystyle {\begin{bmatrix}a&b\\c&d\end{bmatrix}}\,} és una matriu unitària (és a dir de determinant igual a 1), defineix f com una forma modular d'ordre k.
- Exemples diversos que no necessàriament impliquen funcions "famoses":

{\displaystyle f(x+y)=f(x)f(y),\,\!} satisfet per totes les funcions exponencials
{\displaystyle f(xy)=f(x)+f(y)\,\!}, satisfet per totes les funcions logarítmiques
{\displaystyle f(x+y)=f(x)+f(y)\,\!} (equació funcional de Cauchy)
{\displaystyle f(x+y)+f(x-y)=2[f(x)+f(y)]\,\!} (equació quadràtica o llei del paral·lelogram)
{\displaystyle f((x+y)/2)=(f(x)+f(y))/2\,\!} (Jensen)
{\displaystyle g(x+y)+g(x-y)=2[g(x)g(y)]\,\!} (d'Alembert)
{\displaystyle f(h(x))=f(x)+1\,\!} (equació d'Abel)
{\displaystyle f(h(x))=cf(x)\,\!} (l'equació de Schröder).
L'equació de Schröder està satisfeta per la funció de Koenigs.
- Una forma simple d'equació funcional és una relació de recurrència. Això, que formalment parlant, implica una funció desconeguda en enters, i també operadors de translació.

Un exemple d'una relació de recurrència és
{\displaystyle a(n)=3a(n-1)+4a(n-2)\,\!}
- Les lleis commutatives i associatius són equacions funcionals. Quan la llei associativa s'expressa en la seva forma habitual, es fa que algun símbol entre dues variables representi una operació binària, així:

{\displaystyle (a*b)*c=a*(b*c).\,}
Però si s'escriu ƒ(a,  b) en comptes de a * b llavors l'aspecte de la llei associativa sembla més allò que convencionalment es pensa com d'una equació funcional:
{\displaystyle f(f(a,b),c)=f(a,f(b,c)).\,\!}
Una cosa que tots els exemples llistats amunt comparteixen en comú és que en cada cas dos o més funcions conegudes (a vegades multiplicació per una constant, a vegades addició de dues variables, a vegades la funció identitat) són substituïdes a la funció desconeguda per resoldre-la.
- Les parts entera i decimal dels nombres reals van ser introduïdes i estudiades per M.H.Hooshmand.[2] Les funcions part reals tenen moltes explicacions teòriques interessants, propietats analítiques i algebraiques, i satisfan l'equació funcional:

{\displaystyle f(f(x)+y-f(y))=f(x).\,\!}
Les equacions funcionals següents són una generalització de l'equació funcional parts entera per a semigrups i grups, fins i tot en un sistema binari (magma):
Equacions associatives;
{\displaystyle f(f(xy)z)=f(xf(yz))\;,\;f(f(xy)z)=f(xf(yz))=f(xyz)}
Equacions de Descomposició;
{\displaystyle f(f^{*}(x)f(y))=f(y)\;,\;f(f(x)f_{*}(y))=f(x)}
Equacions de descomposició forta;
{\displaystyle f(f^{*}(x)y)=f(y)\;,\;f(xf_{*}(y))=f(x)}
Equacions de cancel·lació;
{\displaystyle f(f(x)y)=f(xy)\;,\;f(xf(y))=f(xy)\;,\;f(xf(y)z)=f(xyz)}
on ƒ *(x) ƒ (x) = ƒ (x) ƒ *(x) = x.
En,
la solució general de les equacions de descomposició les equacions de desicomposició forta s'introdueixen en els conjunts amb una operació binària i semigrups respectivament i també les equacions associatives en grups arbitraris. En aquell article es demostra que les equacions associatives i el sistema d'equacions de descomposició i cancel·lació fortes no tenen solucions no trivials als grups simples.
Quan es qüestiona per totes les solucions, pot ser el cas que s'hagin d'aplicar condicions de L'anàlisi matemàtica; per exemple, en el cas de l'equació de Cauchy esmentat a dalt, les solucions que són funcions contínues són les 'raonables', mentre que altres solucions que no és probable que tinguin aplicació pràctica es poden construir (fent servir una Base de Hamel pels nombres reals com espai vectorial sobre els nombres racionals). El Teorema de bohr-mollerup és un altre exemple ben conegut.

## Resolució de les equacions funcionals
Resoldre equacions funcionals pot ser molt difícil però hi ha alguns mètodes comuns per resoldre-les.
Un estudi de les funcions involutives és útil. Per exemple, consideri la funció
{\displaystyle f(x)={\frac {1}{x}}.}
Llavors consideri
{\displaystyle f(f(x))=x,\,}
si es continua el patró s'arriba a x per a un nombre parell de composicions i ƒ(x) per a un nombre senar. Aquesta mateixa idea s'aplica a moltes altres funcions.
{\displaystyle f(x)={\frac {1}{1-x}}+1,f(x)=1-x.}
Exemple 1: Resoldre
{\displaystyle f(x+y)^{2}=f(x)^{2}+f(y)^{2}\,}
per a tot {\displaystyle x,y\in \mathbb {R} ,} suposant que ƒ és una funció real.
Sia x = y = 0
{\displaystyle f(0)^{2}=f(0)^{2}+f(0)^{2}.\,}.
Per tant, ƒ (0)² = 0 i ƒ (0) = 0.
Ara, sia y = −x :
{\displaystyle f(x-x)^{2}=f(x)^{2}+f(-x)^{2}\,}
{\displaystyle f(0)^{2}=f(x)^{2}+f(-x)^{2}\,}
{\displaystyle 0=f(x)^{2}+f(-x)^{2}\,}
El quadrat d'un nombre real és no negatiu, i una suma de nombres no negatius és zero si i només si que els dos nombres són 0. Així ƒ(0)² = 0 per a tot x i ƒ(x) = 0 és l'única solució.